# Intempérie
Pour La nouvelle de Tchekhov, voir Intempérie (nouvelle).

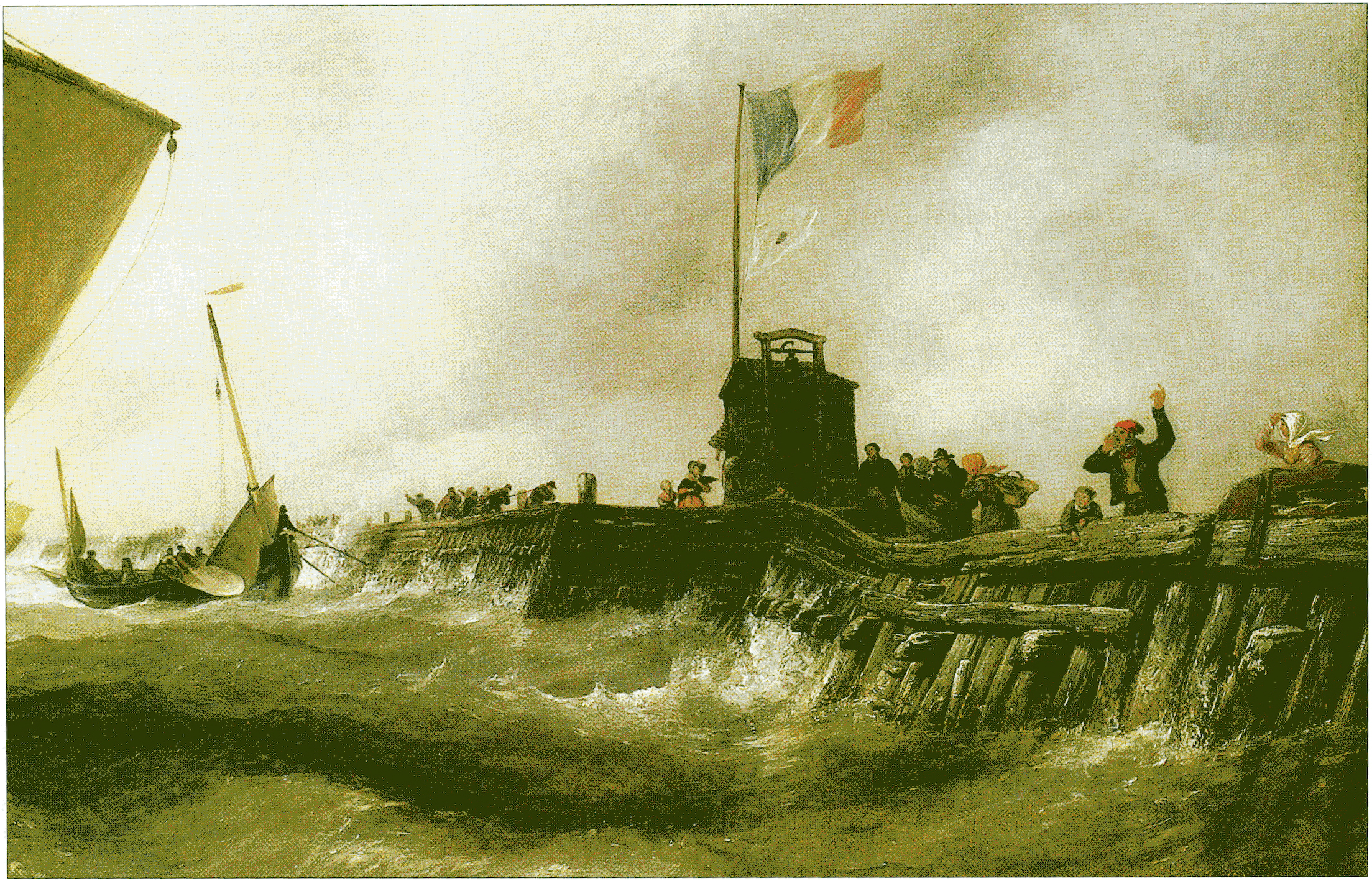
Calais Pier, Sloop returning to Port, peinture d'Edward William Cooke).

Une intempérie est une perturbation météorologique. Au pluriel ce terme désigne le mauvais temps, généralement pluvieux, froid et venteux.

## Étymologie
C'est un terme issu du latin Temperies (« clémence, tempérance ») et du préfixe privatif et donc négatif in- . Le mot intempérance ( « manque de retenue », « excès », a la même origine.

## Définition juridique
En France, les intempéries constituent une notion définie légalement dans le cadre du droit du travail : « Sont considérées comme intempéries les conditions atmosphériques et les inondations lorsqu’elles rendent dangereux ou impossible l’accomplissement du travail eu égard soit à la santé ou à la sécurité des salariés, soit à la nature ou à la technique du travail à accomplir » (article L. 5424-8 du code du travail). Cette notion est relative aux conditions climatiques locales.

## Dans les arts

### Dans la littérature
- Intempérie est une nouvelle de six pages d’Anton Tchekhov, publiée en 1887.
- Intempéries est un poème de Jacques Prévert [2].
- Intemperie est un roman de Jesús Carrasco Jaramillo, publié en 2013.

### Dans la peinture
- Bateaux hollandais dans la tempête est un tableau de J.M.W Turner, peint en 1801.